# Lapford
Lapford är en ort och civil parish i Storbritannien.   Den ligger i grevskapet Devon och riksdelen England, i den södra delen av landet, 270 km väster om huvudstaden London. Lapford ligger 114 meter över havet och antalet invånare är 867.
Terrängen runt Lapford är platt. Runt Lapford är det ganska tätbefolkat, med 80 invånare per kvadratkilometer. Närmaste större samhälle är Crediton, 13,8 km sydost om Lapford. Trakten runt Lapford består i huvudsak av gräsmarker.